# Església nova de Sant Miquel d'Olèrdola
L'Església nova de Sant Miquel d'Olèrdola és l'església parroquial del municipi d'Olèrdola (Alt Penedès) protegida com a bé cultural d'interès local.

## Descripció
L'església de Sant Miquel està situada al nucli de Sant Miquel d'Olèrdola (La Plana Rodona), a prop de la carretera de Vilafranca a Sitges. És un edifici d'una sola nau, amb absis de planta semicircular. La coberta és a dues vessants. La façana es corona amb un campanar octogonal, amb coberta de pavelló de ceràmica. Als murs laterals hi ha contraforts i finestres ogivals. Al timpà del portal d'entrada hi ha un mosaic amb la inscripció "1889-1984" i la figura de Sant Miquel Arcàngel". Sant Miquel d'Olèrdola es va bastir a finals del segle passat al nucli de La Plana Rodona com a substituta de la del castell.